# Apple A10X Fusion
Apple A9X Apple A12X Bionic
L'Apple A10X Fusion est un processeur 64 bits SoC (système sur puce) basé sur une architecture 64 bits ARM créé par Apple Inc. Il est apparu pour la première fois dans l'iPad Pro 2e génération, présenté le 5 juin 2017. C'est une variante de l'A10 Fusion avec des performances plus élevées. Apple affirme que le CPU est 30 % plus performant et le GPU est 40 % fois plus performant que son prédécesseur, l'Apple A9X.

## Produits équipés d'un Apple A10X Fusion
- iPad Pro 10,5 pouces
- iPad Pro 12,9 pouces (2e génération)
- Apple TV 4K (2017)